# Luciano Curreli
Luciano Curreli (Cagliari, 6 settembre 1965) è un attore italiano.

## Filmografia

### Cinema
- Rosso di sera, regia di Beppe Cino (1989)
- 18 anni tra una settimana, regia di Luigi Perelli (1991)
- Verso sud, regia di Pasquale Pozzessere (1992)
- Ordinaria sopravvivenza, regia di Gianni Leacche (1992)
- Oasi, regia di Cristiano Bortone (1994)
- L'anno prossimo vado a letto alle dieci, regia di Angelo Orlando (1995)
- Girotondo, giro intorno al mondo, regia di Davide Manuli (1999)
- Regina Coeli, regia di Nico D'Alessandria (2000)
- Almost Blue, regia di Alex Infascelli (2000)
- Dentro la città, regia di Andrea Costantini (2004)
- Beket, regia di Davide Manuli (2008)
- Vallanzasca - Gli angeli del male, regia di Michele Placido (2010)
- Bellas mariposas, regia di Salvatore Mereu (2012)

- L'isola dell'angelo caduto, regia di Carlo Lucarelli (2012)
- Happy Days Motel, regia di Francesca Staasch (2013)
- Senza lasciare traccia, regia di Gianclaudio Cappai (2016)
- Io sono tempesta, regia di Daniele Luchetti (2018)
- L'agnello, regia di Mario Piredda (2019)[2]

### Televisione
- La vita è una tromba, regia di Sergio Tau - film TV (1986)
- Linda e il brigadiere - serie TV, episodio 1x01 (1997)
- L'avvocato delle donne, regia di Andrea Frazzi e Antonio Frazzi - miniserie TV (1997)
- La banda, regia di Claudio Fragasso - film TV (2001)
- Uno bianca, regia di Michele Soavi - miniserie TV (2001)